# Apotropina brunneivittata
Apotropina brunneivittata är en tvåvingeart som beskrevs av Curtis W. Sabrosky 1982. Apotropina brunneivittata ingår i släktet Apotropina och familjen fritflugor. Inga underarter finns listade i Catalogue of Life.